# Istoria agriculturii

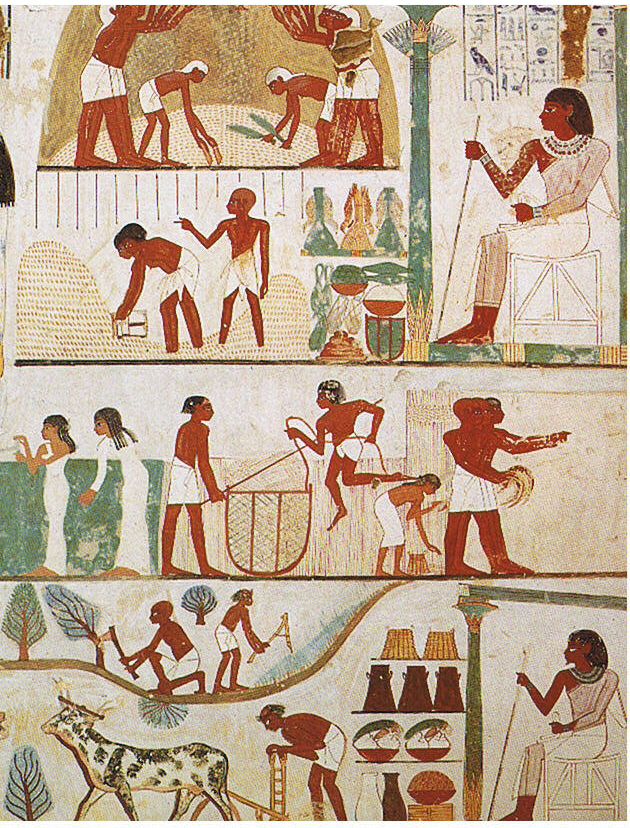
Scene de agricultură din Egiptul Antic

În secolele precedente, agricultura a fost caracterizată prin productivitatea consolidată, prin înlocuirea forței de muncă a oamenilor cu îngrășăminte și pesticide sintetice, reproducere selectivă și mecanicizare. Istoria recentă a agriculturii a fost strâns legată de unele probleme politice precum poluarea apei, biocarburanții, organismele modificate genetic, tarifele și subvențiile pe teren.

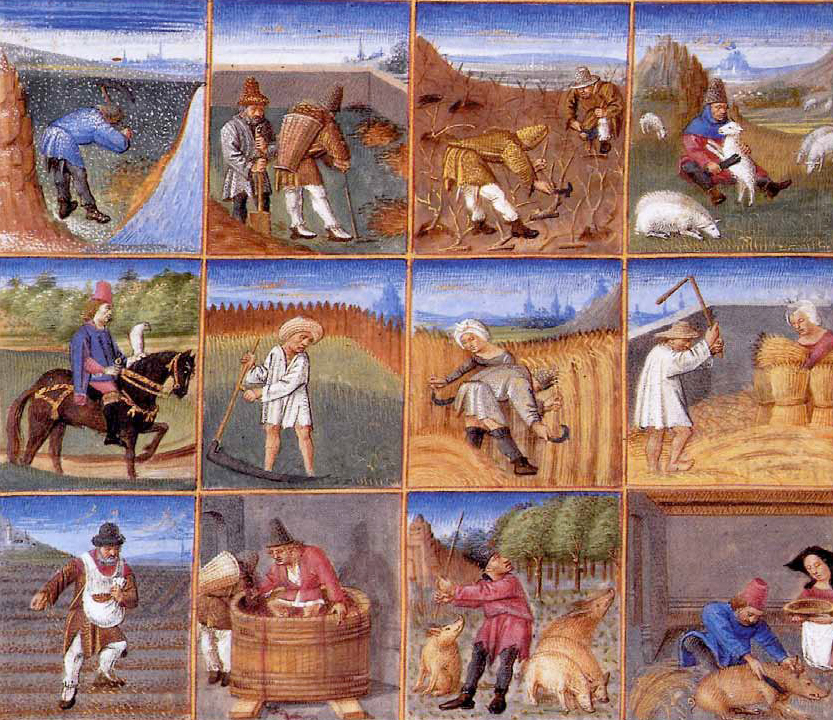
Calendar agricol dintr-un manuscris al lui Pietro de Crescenzi

## Vezi și
- Istoria biologiei
- Istoria științei și tehnologiei